# Dom Wydawniczy Elipsa
Dom Wydawniczy Elipsa – polskie wydawnictwo, które założone zostało w 1990 roku. Specjalizuje się w publikacjach naukowych i popularnonaukowych ze wszystkich dziedzin nauki, w szczególności politologii, historii najnowszej, ekonomii, prawa i językoznawstwa.
Do tej pory wydało ponad 750 tytułów. Od 2000 roku wydaje też podręczniki szkolne do zajęć z zakresu edukacji dla bezpieczeństwa (zagadnienia ratownictwa, pierwszej pomocy i obrony cywilnej). Wydawnictwo świadczy także usługi dla szkół wyższych i innych instytucji wydając książki, podręczniki, skrypty i broszury.
Od 2013 roku wydawca „Poradnika Językowego”.